# پدرو میگوئل آرسی
'پدرو میگوئل آرسی (به انگلیسی: Pedro Miguel Arce) (زاده ۱۷ ژوئن ۱۹۷۶) بازیگر اهل نیکاراگوئه است.
از فیلم‌های معروف او می‌توان به بازی در کارمان تمام شده؟ و کلاهبردار اشاره کرد.